# Екимово (Томская область)
Еки́мово — деревня в Кожевниковском районе Томской области России. Входит в состав Вороновского сельского поселения.

## География
Деревня находится в южной части Томской области, в пределах Обь-Тымской низменности, на левом берегу протоки Симан реки Обь, на расстоянии примерно 32 км (по прямой) к юго-юго-западу (SSW) от села Кожевниково, административного центра района. Абсолютная высота — 99 м над уровнем моря.
Часовой пояс
Деревня Екимово, как и вся Томская область, находится в часовой зоне МСК+4. Смещение применяемого времени относительно UTC составляет +7:00.

## История
Основана в 1780 году. По данным 1926 года в деревне Екимова имелось 122 хозяйства и проживала 1034 человека (в основном — русские). Функционировала школа I ступени. В административном отношении являлась центром Екимовского сельсовета Вороновского района Томского округа Сибирского края.

## Население
| 2002 | 2010 | 2012 | 2013 | 2014 | 2015 | 2021 |
| ---- | ---- | ---- | ---- | ---- | ---- | ---- |
| 109  | ↘67  | ↗80  | ↘78  | ↘77  | ↘74  | ↘58  |

Гендерный состав
По данным Всероссийской переписи населения 2010 года, в гендерной структуре населения мужчины составляли 46,3 %, женщины — соответственно 53,7 %.
Национальный состав
Согласно результатам переписи 2002 года, в национальной структуре населения русские составляли 98 %.

## Улицы
- ул. Новая Жизнь,
- ул. Первомайская,
- ул. Симанская[12].